# Station Warszawa Rembertów
Station Warszawa Rembertów is een spoorwegstation in het stadsdeel Rembertów in de Poolse hoofdstad Warschau.